# Эльдаров, Омар Гасан оглы
Омар Гасан оглу Эльдаров (азерб. Ömər Həsən oğlu Eldarov; 21 декабря 1927, Дербент, Дагестанская АССР, СССР) — советский азербайджанский скульптор-монументалист. 
Академик АХ СССР (1988; член-корреспондент 1967). Народный художник Азербайджанской ССР (1982), Заслуженный деятель искусств Азербайджанской ССР (1963). Заслуженный художник Республики Дагестан (2016). Лауреат Государственной премии СССР (1980) и Государственной премии Азербайджанской ССР (1982). Член Союза художников СССР с 1951 года.

## Биография
Родился 21 декабря 1927 года в городе Дербенте.
С 1942 по 1945 год учился в Азербайджанском государственном художественном училище им. А. Азимзаде. В 1951 году окончил Ленинградский институт живописи, скульптуры и архитектуры им. И. Е. Репина. Учился у таких великих мастеров как А. Т. Матвеев, М. А. Керзин, В. Б. Пинчук.
В 1980 году за памятник-ансамбль Садриддину Айни в Душанбе (1979) был награждён Государственной премией СССР. Кавалер Ордена «Знак Почёта». За памятник П. А. Джапаридзе в Баку (1980) получил Государственную премию Азербайджанской ССР. Среди самых известных работ мастера — памятник Физули в Баку (1962, совместно со скульптором Токаем Мамедовым), за который был награждён Серебряной медалью Академии художеств СССР, памятник Натаван (1960, Баку, архитекторы Э. Исмаилов, Ф. Леонтьева), памятник воинам 77-й стрелковой дивизии в Крыму, портрет дирижера Ниязи (1984), «Голова смеющегося рабочего» (1984), «Махатма Ганди» (1987), «Авиценна» (1980), «Рабиндранат Тагор» (1987), портреты Айсель (1988), Айтен (1988).
Автор памятника Саттару Бахлулзаде, бюста Муслима Магомаева, памятника Гусейну Джавиду (1993), памятника Мамед Амину Расулзаде (1995), Азиму Азимзаде (2002), барельефа Рашида Бейбутова (2006), бюста Низами Гянджеви в Чебоксарах (2004), надгробий Шихали Курбанова (1992), Зарифы Алиевой, Ниязи, Амиров, Фикрета Амирова, Гейдара Алиева, Рашида Бейбутова, Тофика Кулиева, Муслима Магомаева на Аллее почетного захоронения в Баку, надгробия и барельефа Узеиру Гаджибекову в Вене (2005), барельефа Ниязи (2006), памятников Гейдара Алиева в Нахичевани (2006), памятника Ихсан бею Дограмачи в Анкаре (2003), мемориальной доски Шихали Курбанова (1993), мемориальной доски Тофика Кулиева (2006), мемориальных досок Гейдара Алиева и академика Зарифы Алиевой (2008). 
Во время торжественных мероприятий, посвященных 65-летию Союза художников Азербайджана награждён «Золотой медалью» за вклад в развитие изобразительного искусства Азербайджана. В честь празднования 250-летия Российской академии художеств удостоен наградой — памятной медалью «За заслуги перед Академией в честь 250-летия» (2007).
С 1995 по 2000 годы являлся депутатом парламента — Милли меджлиса Азербайджана. 
Ректор Азербайджанской государственной академии художеств (2001 — 15 февраля 2023). 
Женат, имеет троих детей: дочери — Лала Эльдарова (искусствовед, Институт искусства и архитектуры НАНА), Камилла Эльдарова (живопись), сын — Муслим Эльдаров (1956-2003), скульптор, издатель Государственной книги Азербайджана — 2002, журнала «Caspian».

## Награды и премии
- Орден «Гейдар Алиев» (19 декабря 2017 года) — за особые заслуги в развитии азербайджанской культуры[2]
- Орден «Независимость» (20 декабря 1997 года) — За большие заслуги в развитии азербайджанского скульптурного искусства[3]
- Орден «Честь» (17 декабря 2012 года) — за заслуги в развитии азербайджанской культуры[4]
- Орден «Труд» I степени (20 декабря 2022 года) — за многолетнюю плодотворную деятельность в развитии азербайджанской культуры[5]
- Орден Трудового Красного Знамени (22 августа 1986 года)
- Орден «Знак Почёта» (9 июня 1959 года)  — за выдающиеся заслуги в развитии азербайджанского искусства и литературы и в связи с декадой азербайджанского искусства и литературы в гор. Москве[6]
- Медаль «За доблестный труд. В ознаменование 100-летия со дня рождения Владимира Ильича Ленина» (1970)
- Государственная премия СССР (31 октября 1980 года) — за памятник-ансамбль Садриддину Айни в г. Душанбе
- Государственная премия Азербайджанской ССР (1982)
- Премия Гейдара Алиева (5 мая 2009 года) — за особые заслуги в развитии азербайджанского изобразительного искусства[7]
- Персональная пенсия Президента Азербайджанской Республики (9 мая 2024 года) — за заслуги в развитии азербайджанской культуры[8]
- Народный художник Азербайджанской ССР (1 декабря 1982 года) — за заслуги в развитии советского изобразительного искусства Азербайджана[9]
- Заслуженный деятель искусств Азербайджанской ССР (1963)
- Заслуженный художник Республики Дагестан (10 мая 2016 года) — за заслуги в области искусства и многолетнюю творческую деятельность[10]
- Золотая медаль «За вклад в развитие изобразительного искусства Азербайджана» (2007)
- Золотая медаль Российской академии художеств (2022)[11]
- Серебряная медаль Академии Художеств СССР (1962)
- Медаль «За заслуги перед Академией в честь 250-летия» (Российская академия художеств) (2007)
- Межгосударственная премия СНГ «Звёзды Содружества» (2013)[12]
- Международная Сократовская премия (2011) — за деятельность и успехи в области технологии[13]

## Галерея

Памятник Натаван в Баку, 1960
Памятник Физули в Баку, 1962 (совместно с Токаем Мамедовым)
Памятник Гусейну Джавиду в Баку, 1993
Надгробный памятник Узеира Гаджибекова в Баку
Памятник Азиму Азимзаде в Баку, 2002
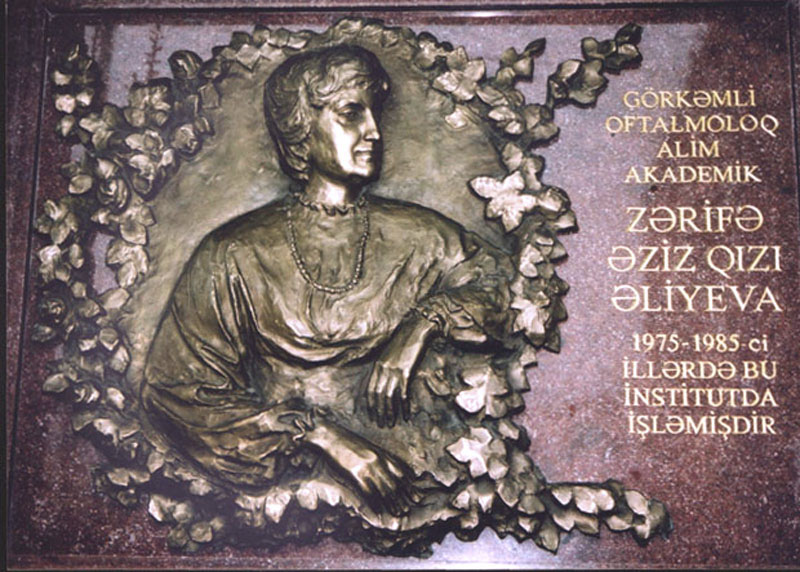
Барельеф академика Зарифы Алиевой, установленный на стене института физиологии им. А.И.Караева НАН Азербайджана, 2003
Надгробный памятник Гейдара Алиева в Баку
Бюст Низами Гянджеви в Чебоксарах, 2004[14]
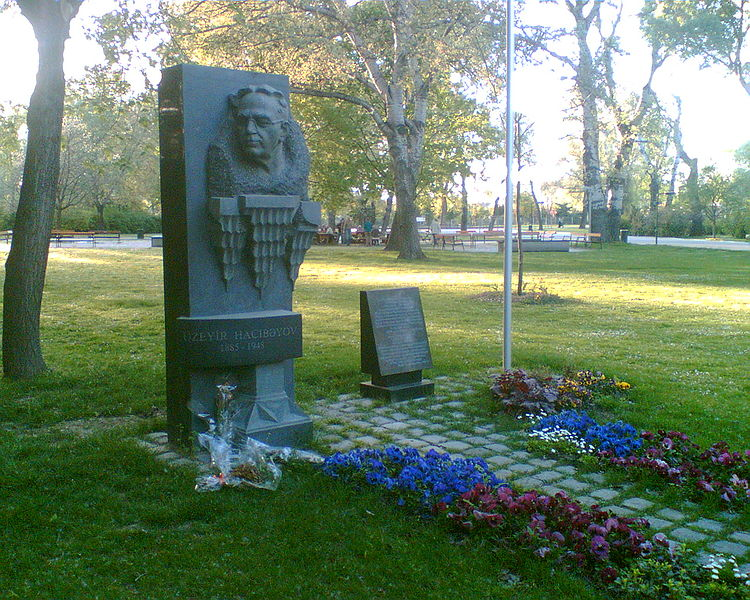
Памятник Узеира Гаджибекова в Вене, 2005
Мемориальная доска Гейдара Алиева в Баку, 2008[14]
Мемориальная доска академика Зарифы Алиевой, 2008[14]
Памятник Ататюрку в Баку, 2010
Памятник Николе Тесле в Баку, 2013
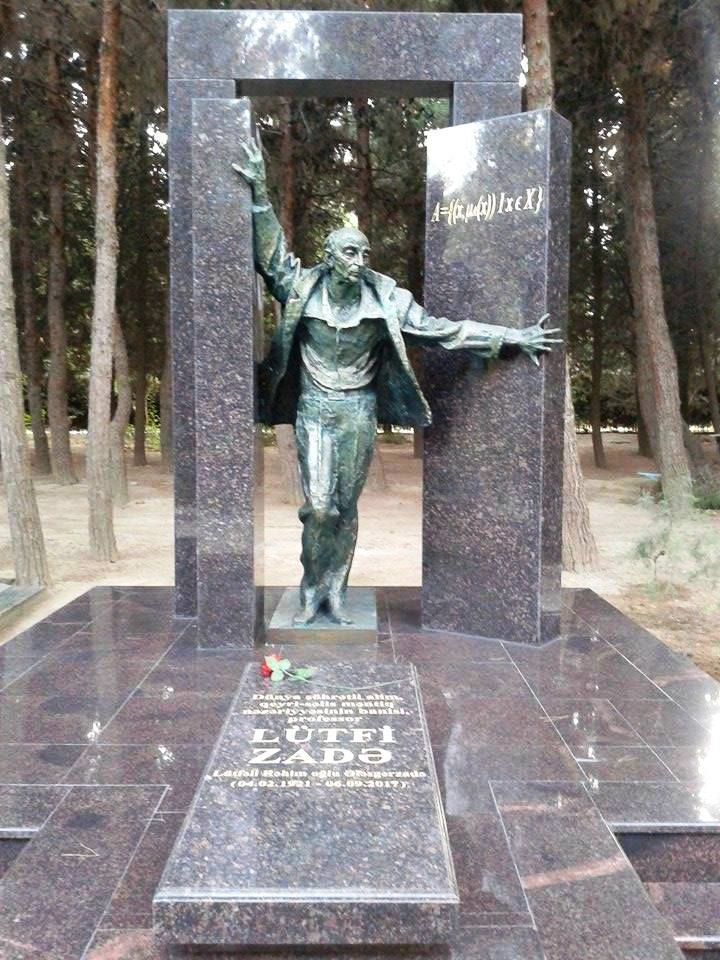
Надгробный памятник Лотфи Заде в Баку, 2018
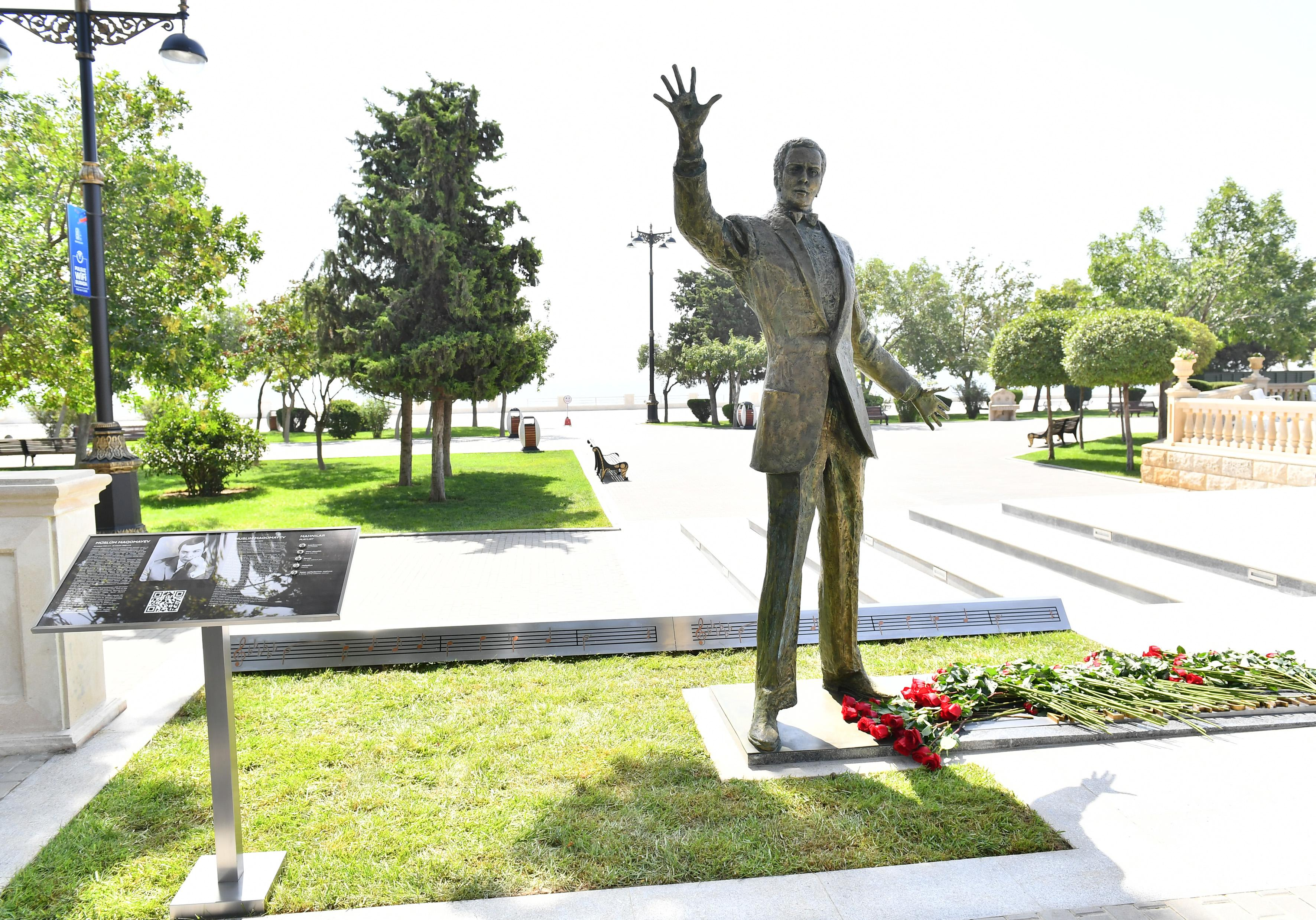
Памятник Муслиму Магомаеву в Баку